# Ramspau (Regenstauf)
Ramspau ist ein Gemeindeteil des Marktes Regenstauf im Landkreis Regensburg (Oberpfalz, Bayern). Das Pfarrdorf Ramspau war bis 1978 Sitz der gleichnamigen Gemeinde.

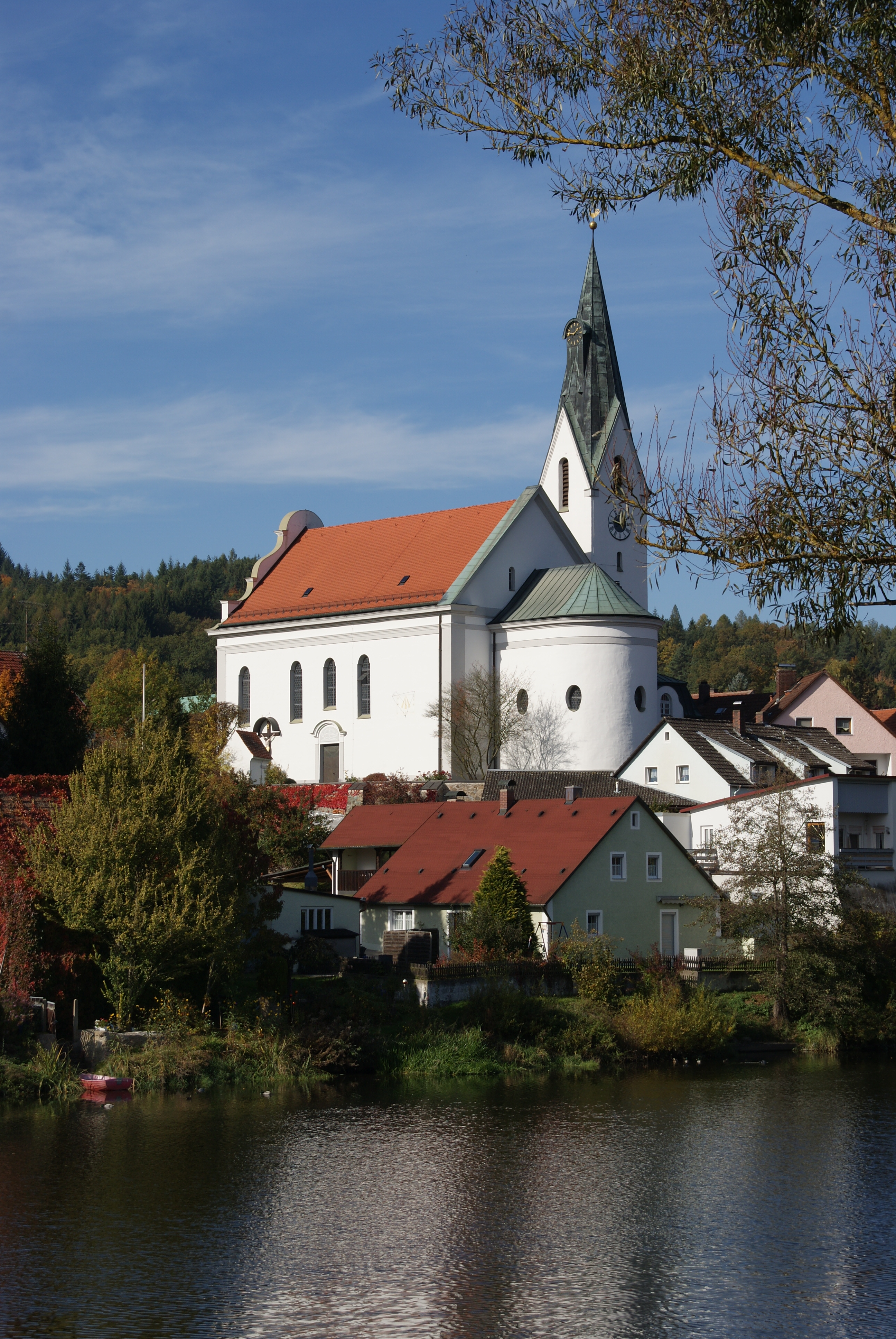
Pfarrkirche St. Laurentius 2012

## Geschichte
Die Burg Ramspau wurde wohl schon vor dem 13. Jahrhundert errichtet. 1312 wird erstmals ein Ritter „Weichser de Ranspaur“ bezeugt. Um 1694 kam der Ort in den Besitz des Grafen Johann Siegmund Anton Franz von Reisach (1670–1743), der nach 1700 große Teile der Burg abtragen und als Baumaterial für ein neues Schloss im Tal verwenden ließ. Die adelige Hofmark war zuletzt im Besitz der Freiherrn von Stetten.
Die Ruralgemeinde Ramspau entstand mit dem bayerischen Gemeindeedikt von 1818. Zur Gemeinde gehörten die Orte Ramspau (Großramspau), Anglhof (Großanglhof), Kleinramspau, Münchsried (Dreihäuser) und Schwaighof.
Die katholische Pfarrkirche St. Laurentius wurde 1903/04 von Heinrich Hauberrisser und Joseph Koch erbaut.
Am 1. Januar 1978 wurde Ramspau nach Regenstauf eingemeindet.

## Sehenswürdigkeiten
In der Liste der Baudenkmäler sind für Ramspau das Schloss Ramspau, die Burgruine Ramspau, ein Pfarrhaus sowie die katholische Pfarrkirche St. Laurentius aufgeführt.